# Universidade de Constantinopla
A Universidade de Constantinopla, também conhecida como Universidade do Átrio do Palácio de Magnaura (em grego: Πανδιδακτήριον της Μαγναύρας) foi uma instituição educacional do Império Bizantino, reconhecida como universidade em 848, embora tenha sido fundada em 425 sob o nome de Pandidactério (em grego: Πανδιδακτήριον; romaniz.: Pandidakterion), sendo considerada por alguns acadêmicos como a primeira universidade do mundo. Como a maior parte das universidades antigas, foi por muito tempo uma instituição acadêmica sem distinção até ser reconhecida oficialmente como tal; originalmente teria sido fundada pelo imperador bizantino Teodósio II (r. 408–450).
A universidade contava com escolas de medicina, filosofia e direito. À época diversas escolas de economia, institutos politécnicos, bibliotecas e academias de belas-artes foram inauguradas na cidade, fazendo da cidade de Constantinopla um dos centros espirituais do mundo medieval.

## História
A sociedade bizantina era educada para os padrões de seu tempo, com altos níveis de alfabetização, especialmente comparado ao resto do mundo. Seu sistema de educação secular era uma continuação das academias da Antiguidade clássica. A educação primária era amplamente disponível, mesmo em vilas e aldeias, e, de forma única naquela sociedade, para ambos os sexos. É neste contexto que a Universidade de Constantinopla, também secular, pode ser compreendida. Antes da conquista muçulmana instituições similares funcionaram nas principais províncias do império, como Antioquia e Jerusalém.
A escola original foi fundada em 425 pelo imperador Teodósio II, e tinha 31 cadeiras em direito, medicina, aritmética, geometria, astronomia, música, retórica e outros assuntos, 15 em latim e 16 em grego. A universidade existiu até o século XV.
O principal propósito da educação superior, para a maior parte de seus estudantes, era a retórica, a filosofia e o direito, visando a produção de pessoa competente para ocupar os cargos burocráticos do Estado e da Igreja. Neste sentido a universidade era o equivalente secular das Escolas Teológicas - embora mantivesse uma tradição filosófica de aristotelismo e  platonismo (esta a mais longa escola platônica a funcionar ininterruptamente, por quase dois milênios).
A Escola de Magnaura foi fundada no século IX, e no século XI novas escolas de filosofia e direito foram fundadas na Escola do Capitólio. O período de declínio se iniciou com a conquista latina de 1204, embora a universidade tenha sobrevivido como uma instituição não-secular, administrada pela Igreja, até a Queda de Constantinopla.

## Professores célebres
- Patriarca Fócio I de Constantinopla - lecionou filosofia grega
- Máximo, o Confessor

## Alunos célebres
- Czar Simeão I da Bulgária[6]